# Чилли (река)
Чилли (Чильли) — река в Якутии.
Протекает в юго-восточном направлении по территории Нюрбинского района. Впадает в реку Тюкян в 49 км от её устья по правому берегу. Длина реки — 349 км, площадь водосборного бассейна — 5290 км². Высота устья — 109 м над уровнем моря.
По данным наблюдений с 1964 по 1994 год среднегодовой расход воды в 139 км от устья составляет 6,2 м³/с, наибольший (35,83 м³/с) приходится на май. Основной приток — Ике (226 км от устья).

## Данные водного реестра
По данным государственного водного реестра России и геоинформационной системы водохозяйственного районирования территории РФ, подготовленной Федеральным агентством водных ресурсов:
- Бассейновый округ — Ленский;
- Речной бассейн — Лена;
- Речной подбассейн — Вилюй;
- Водохозяйственный участок — Вилюй от впадения реки Мархи до устья без реки Тюнг[3].